# Niederrheinisch
Niederrheinisch ist ein weitumfassender Sammelbegriff für die Mundarten des Niederrheins. Mit Niederrheinisch (oder niederrheinischem Platt) werden daher die in der Gegend um Düsseldorf ursprünglich gesprochenen niederfränkischen Dialekte bezeichnet, Kleverländisch und Südniederfränkisch. Diese historischen Dialekte werden von den modernen hochdeutschen Regiolekten unterschieden. Letztere werden als „niederrheinisches Deutsch“ bezeichnet.
„Die Dialekte NRWs gliedern sich mit Hilfe der Benrather Linie und der Einheitsplurallinie in drei Sprachräume: Westfälisch (Essen, Bocholt, Dortmund), Niederfränkisch (Kleve, Duisburg, Düsseldorf) und Mitteldeutsch (Köln, Aachen, Siegburg). Essen grenzt an das Niederfränkische bzw. Ostbergische.“
„Die Benrather Linie trennt den niederfränkischen vom mittelfränkischen Sprachraum […]. Das Niederfränkische gliedert sich wiederum in drei Areale, für die sich die Begriffe Kleverländisch, Südniederfränkisch und Ostbergisch anbieten.“ Düsseldorfer Platt hat Ähnlichkeiten zu den Niederländischen Mundarten von Venlo bis Nijmegen, ebenso wie zu den Dialekten die rechtsrheinisch von Emmerich über Wesel und Dinslaken bis Duisburg gesprochen werden.
Die am Niederrhein gesprochenen Mundarten wurden aber nicht verdrängt und werden (wie die niederländische Sprache und ihre Mundarten) zum Niederfränkischen eingeteilt.
Die nördlichen Dialekte werden, obwohl sie Standarddeutsch als Dachsprache benutzen, auch von deutschen Sprachforschern zum Niederländischen gerechnet.
Die Mundart ist im Süden durch die Benrather Linie begrenzt, die die Ausbreitung der hochdeutschen Lautverschiebung kennzeichnet. Nördlich dieser Linie sagen der Mundart treugebliebene Einheimische maken statt machen. Südlich der Benrather Linie folgt das ripuarische Sprachgebiet; dort heißt es maache statt machen. Darin zeigt sich eine etwas größere Nähe zu südlicheren Dialekten, dem Ripuarischen und auch zur hochdeutschen Standardsprache.
Es gibt Bedenken, ob diese Dialekte unter niederrheinisch zusammengefasst werden können.

## Begriff „Niederrhein“
Mit Niederrhein ist die an die Niederlande und an Westfalen grenzende Region im Westen des Landes Nordrhein-Westfalen gemeint – etwa zwischen Emmerich/Kleve und Düsseldorf/Mönchengladbach – sich links und rechts der Rheinschiene erstreckend.
Am ehesten lässt sich das Niederrheingebiet als das Land kennzeichnen, dessen Bewohner die niederfränkischen (niederrheinischen) Mundarten sprechen. Teile des Niederrheins überlagern sich mit dem heutigen Ruhrgebiet, so Duisburg, Oberhausen oder Mülheim an der Ruhr, wo allerdings auch niederrheinisch-niederfränkische Mundarten gesprochen werden.
Die Region ist zu unterscheiden von dem ebenfalls als „Niederrhein“ bezeichneten Rheinabschnitt, der bereits weiter südöstlich an der Siegmündung im ripuarischen Mundartraum beginnt.

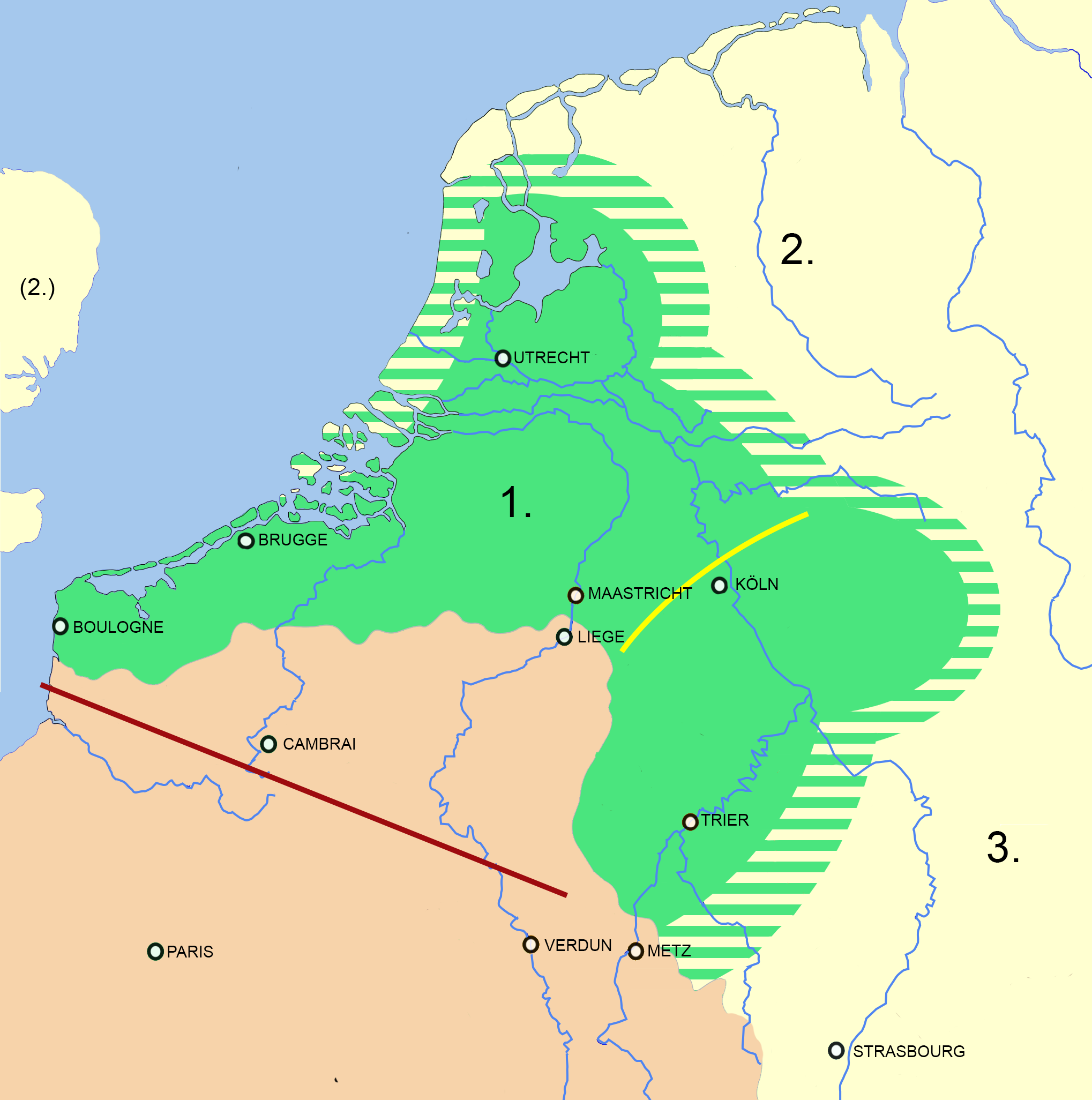
Näherung des altfränkischen Sprachraums der Spätantike, ohne kleinere Sprachinseln in Gallia Belgica.
Legende:
Altfränkische Varietäten (1.)
Nordsee- (2.) und Elbgermanische (3.) Varietäten
Romanische Varietäten
Somme-Aisne-Linie, nördlich davon dominieren germanische Ortsnamen.
Grenze der späteren, aus den elbgermanischen Gebieten verbreiteten, althochdeutschen Lautverschiebung im 7. Jh.

## Herkunft aus dem Altfränkischen
Die in Deutschland gesprochene Variante des auch in den Niederlanden vorkommenden Niederfränkischen basiert auf den Sprachen der frühen Franken. Diese expandierten vom Niederrhein ausgehend ab dem 3. Jahrhundert nach Süden und Westen in die zum Teil von Römern und Galloromanen besiedelten Gebiete. Zu diesem Zeitpunkt siedelten im Raum zwischen Xanten und Krefeld u. a. die germanischen Unterstämme der Sugambrer und Cugerner, die im Großstamm der Salfranken aufgingen.
Die Salfranken (bzw. Salier) breiteten sich vom Niederrhein über die Niederlande und Belgien bis ins heutige Frankreich aus. Der zweite fränkische Hauptstamm, die Rheinfranken wanderte dagegen südwärts über Köln ins Rhein-Moselgebiet und machte Köln zu seiner Residenzstadt. Im Jahre 509 wurden beide Frankenvölker unter dem Merowingerkönig Chlodwig I. vereinigt, der als erster Begründer eines Gesamt-Frankenreiches gilt.

## Geschichte
Dass das Niederrheinische einen Übergangscharakter hat, zeigen seine südlichen Dialekte, die wie die südöstlichen niederländischen Dialekte (Limburgisch) zahlreiche Gemeinsamkeiten mit dem Mitteldeutsch-Ripuarischen aufweisen. Sie befinden sich allesamt zwischen der Benrather und der Uerdinger Linie, die im 15./16. Jahrhundert als sprachliche Ausgleichslinie entstand und Folge der sogenannten Kölner Expansion war. Das bedeutet, dass in den südlichen niederrheinischen Dialekten maken statt machen vorherrscht, doch in der 1. Person Singular anstelle des zu erwartenden ik oder ek die scheinbar lautverschobenen Formen ech und ich verwendet werden, die vielerorts  /eʃ/ oder /əʃ/ bzw.  /iʃ/ ausgesprochen werden. Die Einschränkung „scheinbar“, mit dem vorheriges über das Personalpronomen 1. Person Singular eingeleitet wurde, ist sprachhistorisch berechtigt, da die in den südlichen Dialekten des Niederrheinischen vorkommenden „lautverschobenen Formen“ im Grunde keine darstellen. Sie sind kein Ergebnis der hochdeutschen Lautverschiebung, sondern das Ergebnis sprachlicher Anpassung infolge der Kölner Expansion, d. h., eine Übernahme südlicherer Formen.
Erst die Schriftdokumente aus dem 14. bis 16. Jahrhundert sind für heutige Leser dem Sinne nach eher verständlich. Im deutsch-niederländischen Rhein-Maas-Dreieck hatte sich zu dieser Zeit eine Schrift- und Kanzleisprache herausgebildet, die das bislang für schriftliche Erlasse vorrangig verwendete Latein ablöste: Rhein-Maasländisch.

Lage des Rhein-Maasländischen

Mihm kreierte 1992 den Begriff „Rhein-Maasländisch“ für die mittelalterlichen Schreibsprachen der Städte im Rhein-Maas-Delta.
Um die mittelalterlichen Schreibsprachen des Rhein-Maas-Deltas und des Niederrheins sowie des angrenzenden Westfälischen einheitlich (und wertneutral) in der Germanistik bearbeiten zu können, führte der Germanist Arend Mihm 1992 zum einen den Begriff Rheinmaasländisch, der das Niederfränkische im deutsch-niederländischen Grenzgebiet umfasst, und zum anderen den Begriff Ijsselländisch, der das Niedersächsische im deutsch-niederländischen Grenzraum umfasst, ein. Denn er hatte wie viele seiner Kollegen nach ihm erkannt, dass sich die direkte Einordnung des Niederrheinischen ins Niederdeutsche aus sprachhistorischen und -typologischen Gründen verbietet.
Hier ein Beispiel aus dieser Periode, ein im Jahre 1517 vom Duisburger Johanniterkaplan Johann Wassenberch festgehaltener „Wetterbericht“ :

„In den selven jair op den XVden (15ten) dach yn den Aprijl, ende was doe des goedesdachs (Wodans Tag=Mittwoch) nae Paischen (Passah, Paschah = Ostern), van den goedesdach op den donredach (Donars Tag = Donnerstag) yn der nacht, wastz soe calt, dat alle vruchten van allen boemen, van eyckelen, van noethen, van kyrssen, van proemen (Pflaumen), van appelen etc. neyt uytgescheyden (nichts ausgenommen) vervroren ende verdorven (erfroren und verdorben) , want sy stoenden yn oeren voellen blomen (voller Blüte). Item (alldieweil) alle die vynstocken vervroren ende verdorven, off (oder) sy verbrant gewest weren. Ende (und) dair geschach groeten verderflicke (verderblicher) schade.“

Der vorstehende Textauszug lässt unschwer eine gewisse „Nähe“ des „Rheinmaasländischen“ zum heutigen Niederländischen wie zu dem am deutschen Niederrhein gesprochenen niederrheinischen Platt erkennen.
Im Hochmittelalter und der Frühen Neuzeit, d. h. zwischen dem 13. und 17. Jahrhundert, war es am Niederrhein üblich, dass Dokumente und Verträge in der jeweiligen Ortsmundart wie dem kleverischen Platt (Kleverländisch) abgefasst wurden. Diese Ortsdialekte, die eine Fortsetzung der mittelniederländischen Schrifttradition darstellten, standen zudem in einem engen Schreibsprachen- und Dialektkontinuum mit den angrenzenden Dialekten des Niedersächsischen wie dem Westmünsterländischen, sodass die einzelnen Schriftstücke nur anhand weniger regionaler Besonderheiten dem jeweiligen Sprachgebiet (Niederfränkisch oder Niederdeutsch) zuzuordnen sind.

„Unnötig zu bemerken, daß der Niederrhein im späten Mittelalter nicht durch eine ‚Sprach‘-Grenze zerschnitten wurde. Die Frage nach dem ‚Niederländischen am Niederrhein‘ läßt sich für diesen Zeitraum eigentlich gar nicht stellen, weil im 14. Jahrhundert weder eine niederländische noch eine deutsche Hochsprache existierte. Die niederrheinische Varietät fügt sich vielmehr ein in ‚ein Kontinuum miteinander verwandter regionaler Schreibsprachen‘. So ist auch eine eindeutige Bestimmung der Grenze zwischen niederfränkischen und niedersächsischen Dialekten dieser Übergangszone nicht möglich. Bestenfalls lassen sie sich als ‚Mischsprachen‘ charaktersieren, die jeweils Elemente des Mittelniederländischen (MNL), Mittelniederdeutschen (MND) und z. T. auch des Mittelhochdeutschen (MHD) in unterschiedlicher Verteilung enthalten.“

Aufgrund der Tatsache, dass diese Schriftdokumente sowohl „niederländische“ (= niederrheinische) als auch „(nieder)deutsche“ (= niedersächsische) Elemente enthalten, wurden die jeweiligen Sprachregionen mitunter als „deutschniederländisch“ zusammengefasst.
Im 17. und 18. Jahrhundert setzte sich am Niederrhein das Neuniederländische als Kultursprache durch (sogenannte Niederländische Expansion), wobei hier vor allem der römisch-katholisch geprägte linksrheinische Landesteil betroffen war, während die protestantischen Minderheiten, die vor allem rechtsrheinisch lagen, mehrheitlich das Neuhochdeutsche verwendeten. Vor allem das Herzogtum Kleve galt als zweisprachig. Nach der Schrift sprachen damals nur wenige – dies beschränkte sich auf Pastoren und Priester sowie Verwaltungsbeamte und das Bildungsbürgertum. Das einfache Volk sprach weiterhin Platt, und wenn es schriftlich gebildet war, verwendete es überwiegend Niederländisch, das seinem Heimatdialekt näher stand als das Deutsche.
Im 16. Jahrhundert entwickelten sich in Deutschland und in den Niederlanden eigenständige Schriftsprachen und das Rheinmaasländische verlor an Bedeutung. Über einen längeren Zeitraum existierten in manchen Städten (u. a. in Geldern, Kleve, Wesel, Krefeld, Duisburg) Deutsch und Niederländisch nebeneinander und Erlasse wurden in beiden Schriftsprachen herausgegeben.
Ab dem 19. Jahrhundert war die sprachliche Trennung zwischen (deutschem) Niederrhein und (niederländischem) Maasgebiet endgültig abgeschlossen. Die jeweiligen Hoch- und Schriftsprachen gingen getrennte Wege. Platt als gesprochene Mundart des Niederrheines überdauerte aber die neuen Grenzen und hielt sich bis in die Neuzeit. Das Ostbergische war auch im 18./19. Jahrhundert nicht, wie das Kleverländische, durch das Neuniederländische überdacht.
Bis ins 19. Jahrhundert war Niederländisch die meist übliche Hochsprache am Niederrhein. Nach dem Wiener Kongress änderte sich diese Situation, als Preußen die relative Toleranz in Sprachfragen, die es noch im 18. Jh. gegenüber der Verwendung des Niederländischen in seinen niederrheinischen Provinzen hatte walten lassen, in einer rigiden aktiven Sprachpolitik umstellt, deren Ziel die vollständige Verdrängung des Niederländischen und die Etablierung des Deutschen als alleiniger Standard- und Schriftsprache ist. So wurde 1827 in Kleve der Gebrauch der niederländischen Sprache in Elementarschule und Kirche verboten. Mit dem Verlust der letzten öffentlichen Domänen ist das Niederländische auch aus der privaten Schriftlichkeit (Anschreibebücher, Tagebücher, Briefe) weitestgehend verschwunden.
```
Dennoch wurde bis in die letzten Jahrzehnte des 19. Jahrhunderts hinein in den Kirchen nördlich Duisburgs heimlich Niederländisch gesprochen und gelehrt, sodass es um 1900 noch 80.361 niederländischsprachige Einwohner des deutschen Kaiserreiches gab, fast alle beheimatet am Niederrhein.
[
20
]
[
21
]
```

Nach dem Zweiten Weltkrieg setzte es sich allgemein durch, das ehemals „deutschniederländisch“ genannte Gebiet als Nord- und Südniederfränkisch zu bezeichnen, sofern es das Rhein-Maas-Delta und den Niederrhein betraf. Die Niederlandistik begann mit den Begriffen Niederrheinisch (wenn es die niederfränkischen Sprachgebiete des Niederrheins betraf) und Ostniederländisch (für die niedersächsischen Dialekte der Ostniederlande) zu arbeiten. Seitens der Germanistik war man sich uneinig, ob und wie man das Niederrheinische zum Niederdeutschen rechnen könnte, und viele Germanisten klammerten seine Behandlung daher aus.

## „ick“ oder „isch“
Die sogenannte Benrather Linie (auch maache-maake-Linie) grenzt das südlich von Düsseldorf gesprochene Mittelfränkisch (auch Ripuarisch genannt) vom Niederfränkischen ab. Daneben gibt es die Uerdinger Linie (auch ek-ech-Grenze), die aus dem Bergischen kommend, über den Rhein nördlich von Krefeld weiter über Kempen nach Venlo ins Niederländische führt. Südlich dieser Linie, im Südniederfränkischen, wird das Personalpronomen ich als ech, esch oder isch gesprochen, von Düsseldorf über Mönchengladbach bis Krefeld. Nördlich dieser Linie im Nordniederfränkischen spricht man dagegen bei Verwendung des Dialekts – wie in Mülheim an der Ruhr – ick oder eck, ab dem Krefelder Ortsteil Hüls (Hölsch Plott), jedoch nicht in Traar in Kempen und links und rechts der unteren Rheinschiene von Duisburg (siehe Duisburger Platt) bis Emmerich/Kleve.
Auch das Wörtchen „auch“ wird unterschiedlich ausgesprochen, nämlich als „ook“ im Norden und als „ooch“ im Süden. Auch das Verb „haben“ wird unterschiedlich gesprochen: in Hüls sagt man z. B. „we häbbe“. Weiter südlich sagt man „wir hant“.
Kleverländisch (Nordniederfränkisch) umfasst die linksrheinischen Mundarten im Raum Kleve, Goch, Xanten, Kevelaer, Straelen, Kempen, Moers, Vluyn, Rheinberg sowie die rechtsrheinischen Dialekte von Emmerich bis Duisburg. Jedes Dorf hat seine sprachlichen Besonderheiten.

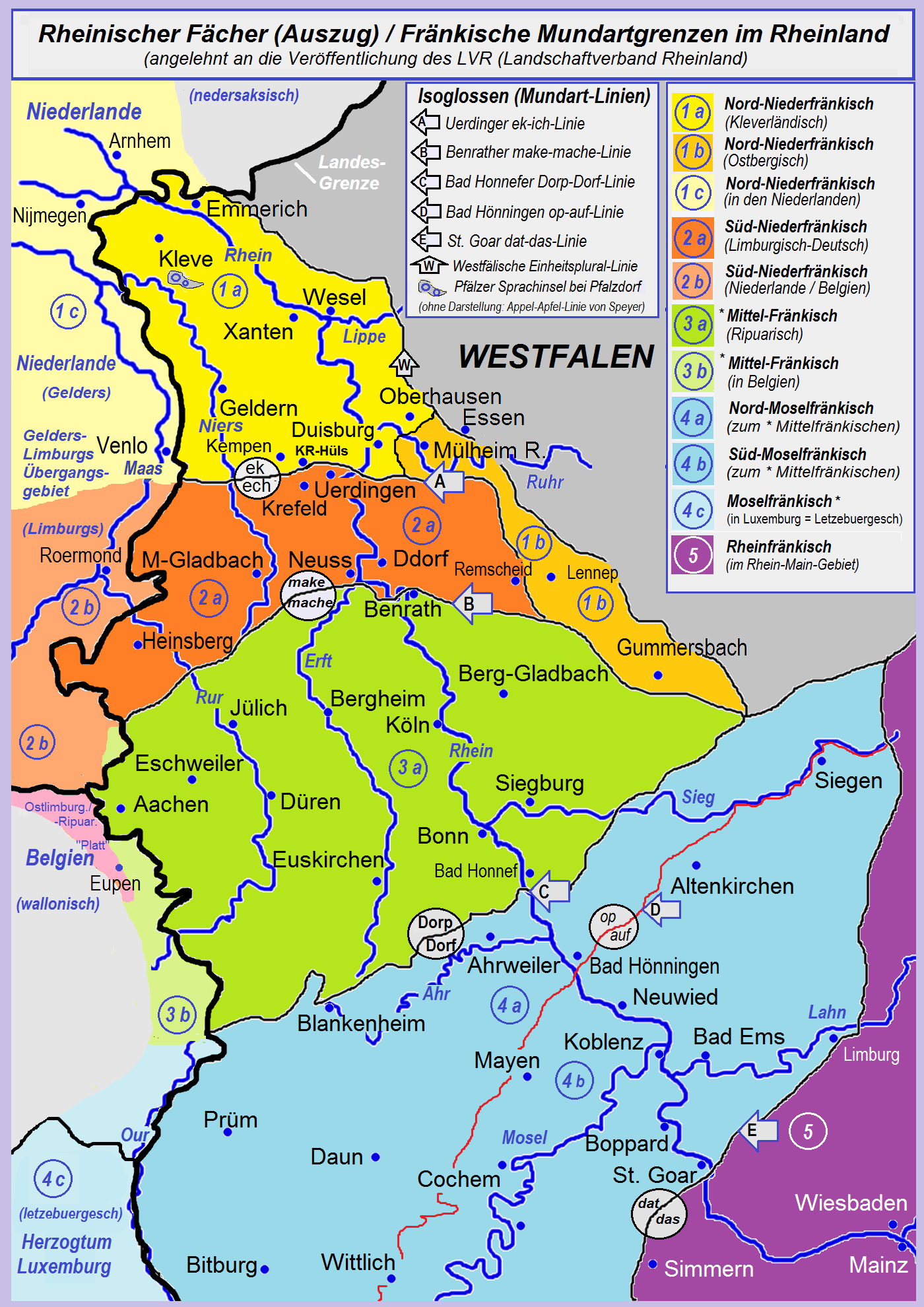
Rheinischer Fächer – Fränkische Mundarten und Isoglossen im Rheinland – Niederfränkisches und bergisches Mundartgebiet mit Mülheim an der Ruhr beiderseits der Uerdinger Linie

## Niederrheinisches Platt

### Begriff „Platt“
Der im Norden und Westen Deutschlands verwendete Begriff Platt für die eigene Mundart leitet sich nicht etwa davon ab, dass es auf dem „platten Lande“ gesprochen wird; vielmehr bedeutete das niederfränkische „plat“ zwar „flach“, aber auch so viel wie „klar und deutlich“.
In einer Delfter Bibel des Jahres 1524 ist vom „platten duytsche“ die Rede. Am Niederrhein gibt es die Redewendungen, jemanden etwas „platt vür dä Kopp“ zu sagen (unmissverständlich ins Gesicht zu sagen). Da es auch im altfränkischen Sprachraum Unterschiede zwischen der „geschliffenen“ Ausdrucksweise der gehobenen Stände und der „Sprache des gemeinen Volkes“ gab, hieß in diesem Sinne „Platt sprechen“ so viel wie „Klartext reden“. Klartext, den jeder Bauer und Handwerker verstand. Platt war demnach die Sprache des gemeinen Volkes schlechthin.
Der Eigenbezeichnung der Mundarten als Platt wie in „Hölsch Plott“, „Krieewelsch Platt“ oder „Kemp'sch Platt“ geht wohl auf „platt“ in der Bedeutung 'direkt, geradeheraus' zurück. Es gibt den rheinischen Spruch, jemanden etwas „platt für dä Kopp“ zu sagen („unverblümt und direkt“). Platt ist seit jeher die Sprache des Volkes schlechthin.
Indes bleibt die Abgrenzung des Niederrheinischen vom Niederdeutschen für die Sprachträger des Niederrheinischen ohne Belang. Sie bezeichnen ihren Dialekt weiterhin als Platt, Plattdeutsch und Niederdeutsch. Die Fehrs-Gilde, die sich für den Erhalt der niederdeutschen Sprache einsetzt, rechnet zwar das Niederrheinische noch zum Niederdeutschen, setzt aber ihre Tätigkeit ausschließlich im niederdeutschsprachigen Raum fort (ohne jedoch das Niedersächsische in den Niederlanden einzuschließen).

### Bezeichnungen „Niederfränkisch“ und „Niederrheinisch“
Die Bezeichnung „Niederfränkisch“ für die Mundarten am Niederrhein wird dabei von der Bevölkerung selbst nicht benutzt. Auch selten sagen die Einheimischen, dass sie „Niederrheinisch“ sprechen, sondern eher „Platt“ in Verbindung mit ihrer Ortsbezeichnung.

### Gliederung

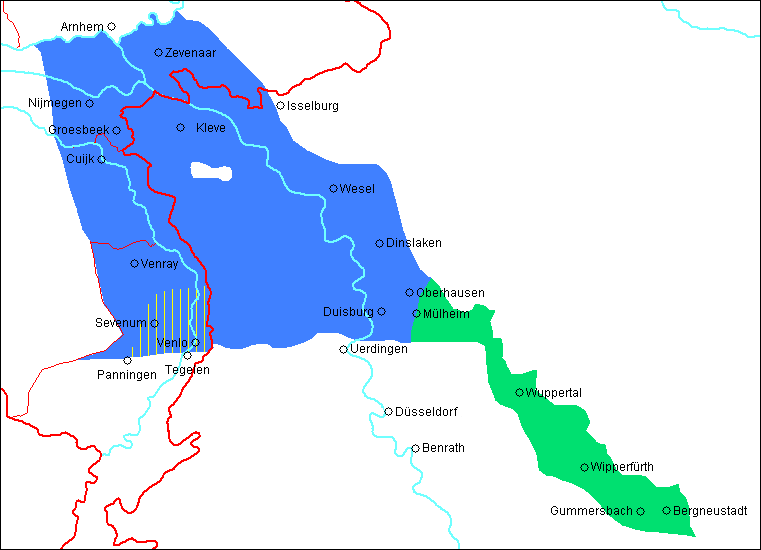
Das zum Nordniederfränkischen gezählte Konzept Ostbergisch (grün) und das ebenfalls zum Nordniederfränkischen gezählte Kleverländische (blau)

iese beiden Linien sind Teil des Rheinischen Fächers, einer Sammlung von Isoglossen, die die Sprachgrenzen zwischen den rheinischen Sprachen bzw. Mundarten untereinander und zu den umgebenden Sprachräumen beschreibt. In diesem Bereich wurde die zweite deutsche Lautverschiebung nur teilweise durchgeführt.
Da die Linie nicht den heutigen politischen Grenzen folgt und sowohl Düsseldorf als auch Mönchengladbach durchschneidet, ist sie eine kulturelle Trennungslinie. Sie ist nicht nur eine „Sprachgrenze“, trotz Dialektkontinuum, sondern auch eine „Kulturgrenze“ hinsichtlich Bautechniken und Erbverhalten. Nördlich der Benrather Linie wurden die Häuser von der Giebelseite her aufgeschlossen, südlich von der Traufseite. Südlich der Benrather Linie gab es Realteilung, nördlich erbte nur der älteste Sohn.
In sich ist der Niederrhein durch die Uerdinger Linie, auch wenn sie nur geringfügige sprachliche Relevanz besitzt, geteilt. Nördlich dieser Sprachlinie sagt man ek bzw. ik an Stelle von ich, südlich davon stattdessen esch bzw. isch. Die Uerdinger Linie verläuft vom belgischen Löwen über das niederländische Roermond und Viersen, überquert zwischen Krefeld-Uerdingen und Duisburg-Mündelheim den Rhein, verläuft nördlich von Mintard durchs Ruhrgebiet und trifft bei Wuppertal wieder auf oben genannte Benrather Linie.
Der niederfränkische Dialekt zwischen den beiden Linien wird Südniederfränkisch genannt. Der nördlich davon gepflegte niederfränkische Dialekt ist das Kleverländische. Es bildet mit der südniederfränkischen Mundart ein Dialektkontinuum.
Innerhalb des Niederrheinischen lassen sich einzelne Dialekte unterscheiden.
Räumlich abgegrenzt werden können zwei große Dialekt-Gebiete am Niederrhein:
- Nordniederfränkisch
  - Kleverländisch:
am unteren Niederrhein (Kreis Kleve, Kreis Wesel), im Rheinischen Ruhrgebiet (Duisburg) – siehe Duisburger Platt, im nördlichen und westlichen Teil der Stadt Oberhausen, in Teilen des Kreises Viersen (in Kempen), im nördlichen Ortsteil Hüls der Stadt Krefeld – (siehe Hölsch Plott)
  - Ostbergisch
- Südniederfränkisch:
in Mönchengladbach, dem Kreis Viersen (mit Ausnahme von Kempen und nordwestlich davon, wo Nordniederfränkisch gesprochen wird), Grefrather Platt in Grefrath; dann Heinsberg, sowie im nördlichen Rhein-Kreis Neuss, im Kreis Mettmann, im größten Teil von Düsseldorf – siehe Düsseldorfer Platt, in Solingen, Remscheid und in Krefeld (Krieewelsch) – mit der Besonderheit, dass der nördliche Stadtteil Hüls jenseits der Uerdinger Linie im Nordniederfränkischen liegt. In Hüls spricht man nicht Krieewelsch, sondern Hölsch Plott und sagt z. B. ek oder ök ‘ich’, im restlichen Krefeld esch oder isch. Das Bergische wird in Mülheim an der Ruhr (Mölmsch), Essen-Werden und unter anderem in den östlichen Teilen des alten Herzogtum Berg gesprochen. Es weist Ähnlichkeiten zu der in den Niederlanden und am Niederrhein verbreiteten Dialektgruppe Kleverländisch auf.

In einem engeren Sinne ist Niederrheinisch gleichbedeutend mit Kleverländisch.
Verwandt sind zum Beispiel die niederländischen Dialekte von Arnhem, Nijmegen und Venlo.
Nach dem Nationalatlas Bundesrepublik Deutschland finden sich in Nordrhein-Westfalen folgende Dialektgruppen:
- zum Niederdeutschen gehörig:
  - Nordniedersächsisch
  - Ostfälisch
  - Westfälisch
  - Niederrheinisch (Niederfränkisch, sowohl Nordniederfränkisch als auch Südniederfränkisch, in Deutschland)
- zum Westmitteldeutschen gehörig:
  - Mittelfränkisch
    - Ripuarisch
    - Moselfränkisch

  - Niederhessisch (zum Hessischen und mithin Rheinfränkischen gehörig)

### Zuordnung
In Deutschland ist die Zuordnung einer Mundart zu einer bestimmten Region oder Stadt durch regionale Neuordnungen schwieriger geworden, da inzwischen Dialektgrenzen sich quer durch Kommunen ziehen. So verläuft die Uerdinger ik-ich-Linie jetzt durch das Stadtgebiet von Krefeld und Duisburg und trennt das südniederfränkische Krieewelsch vom nordniederfränkischen Hölsch Plott des Ortsteiles Hüls.
Das Hölsch Platt gilt, u. a. wegen einiger Merkmale, zum Beispiel der Verwendung von „ek“ (gelegentlich „ök“) anstelle des hochdeutschen Personalpronomens „ich“ als zum kleverländischen innerhalb des Niederrheinischen gehörig.
Derartige Beispiele lassen sich auch für andere Kommunen aufführen.
Der bedeutende Forscher über deutschsprachige Dialekte Georg Wenker:

„Und zwar ist das Platt, das auf der linken Rheinseite von Uerdingen bis abwärts nach Cleve gesprochen wird, im Großen und Ganzen ein und dasselbe, und es ist von allen deutschen Mundarten diejenige, die dem Holländischen am ähnlichsten ist. Wir wollen sie die niederrheinische nennen. ...Wir haben nun schon 2 Mundarten gefunden, 1) das Niederrheinische von Uerdingen rheinabwärts bis zur holländischen Grenze, 2) […] Wir haben also drei Hauptmundarten gefunden: 1) das Niederrheinische von Cleve bis Uerdingen, 2) das Niederfränkische von Benrath bis Königswinter, 3) das Mittelfränkische von Sinzig bis südlich von der Mosel. Dazwischen liegen zwei Striche mit Mischungsmundarten, von Uerdingen bis Benrath und von Königswinter bis Sinzig, endlich läuft am Nordostrand ein Streifen mit westfälischem Platt und im Westen bei Aachen und Eupen sind besondere Mundarten.“

Das Kleverländische kann eindeutig als niederfränkische Dialekte eingeordnet werden.
Die Benrather Linie trennt die südniederfränkischen Dialekte vom mitteldeutschen Ripuarischen. Sie werden daher als Übergangsmundarten bezeichnet.
Die bergischen Dialekte werden in Mülheim an der Ruhr, Kettwig, Wuppertal-Elberfeld und Umgebung gesprochen. Sie gelten als Übergangsmundarten zwischen dem Niederfränkischen und dem Westfälischen. Als Grenze zum Westfälischen dient die sich nach Norden abschwächende Einheitsplurallinie.
Östlich von Oberhausen/Mülheim verläuft die Einheitsplural-Linie, die das Südniederfränkische vom Westfälischen trennt. Der vom Landschaftsverband Rheinland (LVR) veröffentlichte Rheinische Fächer verdeutlicht die Sprachlinien im Rheinland, wie sie sich historisch darstellen.
Das LVR-Institut für Landeskunde und Regionalgeschichte führt Ostbergisch als eigenständige zum Niederfränkischen gehörende deutsche Dialektgruppe auf, die südöstlich des Kleverländischen, östlich des Südniederfränkischen und westlich des Westfälischen angesiedelt ist.
Das Ostbergische befindet sich nördlich der Benrather Linie, die es von den ripuarischen Dialekten des Oberbergischen Landes trennt. Ferner befindet es sich östlich der Uerdinger Linie, was es vom Südniederfränkischen trennt. Von den übrigen Orts- wie westfälischen Dialekten ist es durch die ihm östlich benachbarte und sich nach Norden abschwächende „Westfälische Linie“ getrennt, was hier seinen Übergangscharakter betont.
Germanistisch wird die Uerdinger Linie zur Abgrenzung des reinen Niederfränkisch und des ripuarisch beeinflussten Südniederfränkischen herangezogen.
Von den südkleverländischen Dialekten ist es im Norden durch die ok/ouk-Linie geschieden.
„Mölmsch Platt, der Dialekt um Mülheim an der Ruhr, gehört zu Ostbergisch, einer niederfränkischen Mundartgruppe im Bergischen Land.“
In der Wahrnehmung der einheimischen Bevölkerung, sofern diese noch Dialekt spricht, finden sprachwissenschaftliche Betrachtungen keinen Niederschlag. Man benutzt landläufig die Bezeichnung Bergisch oder Platt für die eigenen Dialekte.

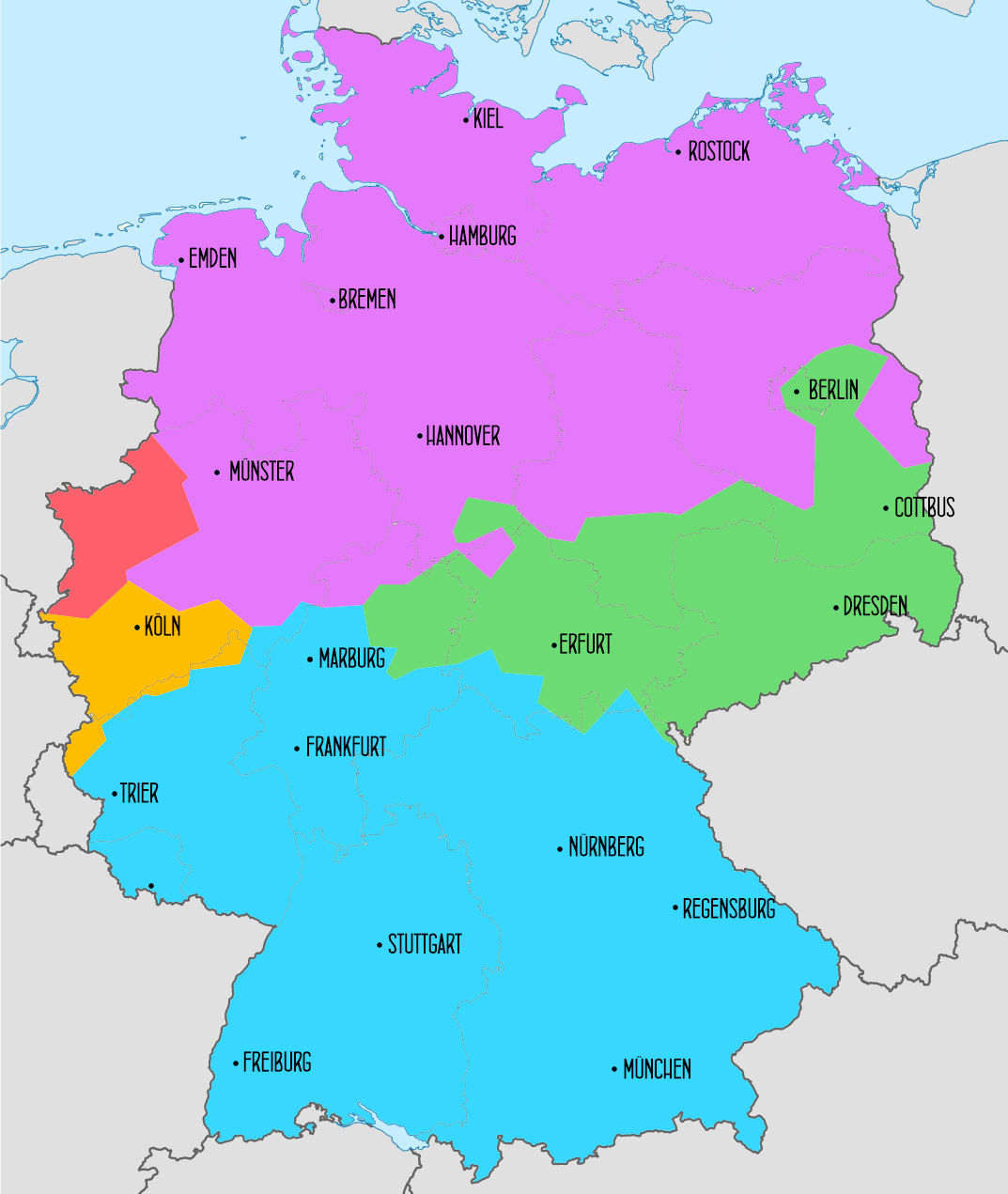
Arealtypologische Karte über die Clustering der Ausspracheabstände der Dialekte Deutschlands, mit niederrheinisch-westmünsterländischem Cluster in rot

Wenn die Ausspracheabstände der Dialekte in Deutschland betrachtet werden, formt das Niederrheinische zusammen mit dem Westmünsterländischen den geografisch kleinsten der fünf Haupt-Cluster, und zusammen mit dem Ripuarischen bilden sie ein sprachlich heterogenes Gebiet.
Die südlichen Varietäten des Niederrheinischen weisen zahlreiche Gemeinsamkeiten mit dem Mitteldeutsch-Ripuarischen auf. Sie befinden sich allesamt zwischen der Benrather und der Uerdinger Linie, die im 15./16. Jahrhundert als sprachliche Ausgleichslinie entstand und Folge der sogenannten Kölner Expansion war. Das bedeutet, dass in den südlichen niederrheinischen Dialekten maken statt machen vorherrscht, doch in der 1. Person Singular anstelle des zu erwartenden ik oder ek die scheinbar lautverschobenen Formen ech und ich verwendet werden, die vielerorts  /eʃ/ oder /əʃ/ bzw.  /iʃ/ ausgesprochen werden. Die Einschränkung „scheinbar“, mit dem vorheriges über das Personalpronomen 1. Person Singular eingeleitet wurde, ist sprachhistorisch berechtigt, da die in den südlichen Dialekten des Niederrheinischen vorkommenden „lautverschobenen Formen“ im Grunde keine darstellen. Sie sind kein Ergebnis der hochdeutschen Lautverschiebung, sondern das Ergebnis sprachlicher Anpassung infolge der Kölner Expansion, d. h., eine Übernahme südlicherer Formen.
Jan Goossens zitiert diesbezüglich Theodor Frings, der feststellte, dass das Niederfränkische nie k-Promina besessen habe, dass diese Übernahmen aus dem angrenzenden Mittelfränkischen (Ripuarisch) seien.
Da die Uerdinger Linie weitestgehend einen identischen Verlauf mit den südniederfränkischen Isoglossen, die mich, dich, zich, oech („euch“) und ouch („auch“) von den flämisch-brabantischen Formen trennen, aufweist, ist es germanistisch üblich, diese mit der Uerdinger Linie zusammenzufassen und als Isoglossenbündel abzuhandeln.
Teile des Südniederfränkischen werden auch als Limburgisch bezeichnet, wobei dieser Begriff in Deutschland weniger üblich ist und für die südniederfränkischen Dialekte in Belgien und den Niederlanden gebraucht wird.

## Von der Mundart zum Regiolekt
Die sehr stark von der deutschen Hochsprache abweichenden und mit dem Niederländisch verwandten niederrheinischen Dialekte niederfränkischer Ausprägung wurden nach dem Zweiten Weltkrieg mehr und mehr von einem Hochdeutsch verdrängt, das eine spezielle niederrheinische Ausprägung erfuhr.
Auch Wörter und Ausspracheeigenarten der mittelfränkischen (ripuarischen) Mundarten, zu denen auch der kölsche Stadtdialekt gehört, sind im Laufe der Zeit in das niederrheinische Mundartgebiet eingedrungen, vor allem bedingt durch die Nähe zur Stadt Köln und auf Grund des hohen Bekanntheitsgrads der in kölscher Mundart singenden Gruppen wie BAP, Brings, Höhner und Bläck Fööss.
Heute dient niederrheinisches Platt vielerorts nur noch als Umgangssprache unter älteren Menschen. Gepflegt wird die Mundart in Vereinen und Zirkeln, gelehrt wird sie an einigen wenigen Schulen und auf freiwilliger Basis.
Der Sprachforscher und Buchautor Georg Cornelissen hat in seinem Buch „Der Niederrhein und sein Deutsch“ die Entwicklung aufgezeichnet, die immer mehr Menschen vom Gebrauch der Mundart zum Gebrauch des als Rheinischer Regiolekt bezeichneten Niederrhein-Deutsch geführt hat.
Hanns Dieter Hüsch, als „schwarzes Schaf vom Niederrhein“ bekannt gewordener Kabarettist, hat in seinen Stücken und Schriften dieses „Niederrhein-Deutsch“ gepflegt, wenngleich er gelegentlich „Grafschafter Platt“ (den Moerser Dialekt) einfließen ließ.
Typisch für dieses Niederrhein-Deutsch ist der Gebrauch bestimmter Satzkonstruktionen, die an das Niederländische erinnern, beispielsweise:
- Es geht sich darum, dass…/ es dreht sich darum, dass… (Platt: et jeht sich dröm, dat…)

(Standarddeutsch: Es geht darum, dass…)
- Wem ist das? (Platt: wäm ös dat? wäm hürt dat tu?)

(Standarddeutsch: Wem gehört das? Wessen Sache ist das?)
Das Niederrhein-Deutsch zeichnet sich weiter aus durch „Vereinfachungen“ in der Aussprache und „Zusammenfassen“ von Wörtern oder Wortbestandteilen zu neuen Begriffen. Auch die Verwechslung von „mir und mich“ (und „dir und dich“) ist typisch Niederrheinisch – im „kölschen“ Ripuarischen kommt das nicht vor.
Für Plattsprecher ist die „Verwechslung“ kein Fehler, denn das Niederrheinische Platt kennt nur (wie das Englische und Niederländische) die Einheitsform – im Standarddeutschen wäre es falsch.
- er ist bei misch gewesen (statt: er ist bei mir gewesen)

Platt: hä ös bej mesch jewäes
- sie hat mich nisch geschrieben (statt: sie hat mir nicht geschrieben)

Platt: se hätt mech niet jeschrieewe
Weitere Beispiele für Regiolekt im Vergleich zu Standarddeutsch und zu Platt – wobei der hier wiedergegebene Lautstand etwa dem Krefelder Gebrauch entspricht – woanders am Niederrhein hört es sich etwas anders an:
- Regiolekt: „Hasse wat dann bisse wat dann kannsse wat – kuck ma datte damit weit komms!“

(typisch niederrheinisch wäre auch: „…tumma (tu mal) kucken datte damit weit komms!“)
- Standarddeutsch: „Hast du etwas, dann bist du etwas, dann kannst du etwas – schau nur, dass du damit weit kommst!“

(auf Standarddeutsch sehr unpassend wäre: „…tu mal kucken…“)
- Platt: „Hässe jet, dann bösse jet, dann kannstde jet – kieck maar datte domöt wiet kömms!“

(Ein Plattsprecher könnte aber auch sagen: „…don maar ens kiecke…/tu nur mal kucken…“)
An diesen Beispielen ist zu erkennen, dass der Regiolektsprecher (der sich nie als solcher bezeichnen wird) sich zwar an der deutschen Standardsprache orientiert – allerdings die Wörter und die Wortkombinationen verändert; in Satzbau und Wortstellung folgt er weitgehend der Mundart. Was an den obigen Beispielen nicht zu erkennen ist, ist der Tonfall (der „Singsang“) des Regiolektes, der unterschwellig der Melodie der örtlichen Mundart folgt. Der Tonfall in Kleve ist ein anderer als in Düsseldorf oder Mönchengladbach. Je mehr die Regiolektsprecher zwanglos „unter sich“ sind, je ausgeprägter wird der Regiolekt benutzt. Sollten Mundartsprecher in der Gesprächsrunde sein, so wird ein Gemisch aus Regiolekt und Mundart dabei herauskommen. Je mehr der Sprecher sich in einer „förmlichen“ Umgebung oder in einer Gesprächsrunde mit Fremden befindet, je weniger ausgeprägt ist der Regiolekt – Platt wird ganz vermieden, selbst wenn man es könnte – und der am Gespräch beteiligte Niederrheiner wird eine Sprache benutzen, die er selbst für „gepflegtes Hochdeutsch“ hält – Regiolekt hin oder Standarddeutsch her.